# Veresivka, Iemilciîne
Veresivka (în ucraineană Вересівка) este un sat în comuna Varvarivka din raionul Iemilciîne, regiunea Jîtomîr, Ucraina.

## Demografie
Componența lingvistică a localității Veresivka
     Ucraineană (98,72%)
     Rusă (1,28%)
Conform recensământului din 2001, majoritatea populației localității Veresivka era vorbitoare de ucraineană (98,72%), existând în minoritate și vorbitori de rusă (1,28%).